# Танев, Никола
Никола Димитров Танев (болг. Никола Димитров Танев / Nicolas Taneff / Nikola Tanev; 5 декабря 1890, Свиштов, Болгария (тогда — Османская империя) — 24 июля 1962 София, Народная Республика Болгария, болгарский художник первой половины XX века, живописец-пейзажист, рисовальщик.
Его «конёк» в живописи — изображение тенистых навесов и пергол на залитых солнцем уютных двориках Болгарии.
Никола Танев был братом журналиста Стефана Танева (болг.) (1888—1952).

## Биография
Никола Танев родился 5 декабря 1890 года в Свиштове, на Дунае, на северной границе Болгарии.

### Юность
В возрасте 15 лет он с семьёй переехал в Париж, где сначала учился в печатной школе. Затем записался в одну из Парижских академий , и обучался там с 1908 по 1912, параллельно посещая École des Beaux-Arts и Académie de la Grande Chaumière. В эти годы, по мере того как он работал над этюдами на берегах Сены и Марны, живопись масляными красками на пленэре стала его страстью.

### Полдень жизни
В 1912 году в Софии, в престижной галерее Трыпкова (болг.) он открыл свою первую выставку.
Близко соприкоснувшись с источником новых веяний в живописи конца XIX века в Европе, с Клодом Моне, Танев схватил суть, и схватил верно; но настоящей школой (с учётом молодого возраста болгарской пейзажной живописи, как среды, в которой Таневу приходилось жить) его краткое обучение не стало.
Для творчества Танева характерна бурная производительность в сочетании с энергией неустанного путешественника. Он изъездил Францию, Германию, Скандинавию, Балканы. Публика везде встречала его тепло, а критики назвали его искусство «солнечным», главным образом, по работам 30-х годов, когда он открыл для себя очарование дворов Карлово с цветущими геранями и виноградниками. О принадлежности к той или иной школе художника Танева судить непродуктивно. (Хотя метод работы непосредственно на пленэре, под впечатлением увиденного — несомненно импрессионистский).
В ноябре 1927 года состоялась его выставка в Праге, в следующем году он прибыл в Рим с выставкой «100 пейзажей Болгарии», большая часть работ с выставки была продана. В июле 1928 он вернулся в Софию. В общей сложности, к 1944 году, у Николы Танева за плечами было более полусотни персональных выставок. Двадцать восемь из них прошли в Болгарии, и двадцать семь — в Европе: в Италии, Франции, Германии, Испании, Швеции, Румынии .

### НРБ
После 9 сентября 1944 (болг.) художник был осужден новой властью и заключён на 6 месяцев в тюрьму.
В тюрьме он находился вместе с акварелистом Константином Штыркеловым и карикатуристом Александром Добриновым (1898—1958), арестованными, очевидно, за ту же вину перед народом, что и Танев, — за наличие таланта.
В январе 1949 года, после нескольких дней недомогания, Николу Танева постиг инсульт, в результате которого он утратил чувствительность правой стороны тела; через три месяца началось расстройство речи. В августе 1951 года — инфаркт миокарда. О живописи не могло быть и речи. Наступает беспомощность, заброшенность, голод (художник распродал всё, что имело какую-то цену: часы, фотоаппарат, книги). Изредка, в инвалидной коляске, передвигаясь с помощью жены, появлялся на выставках своих коллег. В 1955 году Союз художников Болгарии присваивает Таневу звание «Заслуженный художник».
24 июля 1962 года, в полночь, художника не стало.

## Память
Живопись Танева по-прежнему любима публикой, годовщины его рождения отмечаются в Болгарии выставками в самых престижных музеях .
Музей-квартира Николы Танева (недоступная ссылка)  в Софии (филиал Софийской Национальной художественной галереи) расположена по адресу ул. Евлоги Георгиев, 89 А (рядом со стадионом «Васил Левски») .